# Macaranga vitiensis
Macaranga vitiensis är en törelväxtart som beskrevs av Ferdinand Albin Pax och Käthe Hoffmann. Macaranga vitiensis ingår i släktet Macaranga och familjen törelväxter.
Artens utbredningsområde är Fiji. Inga underarter finns listade i Catalogue of Life.